# 廿日市市議会
廿日市市議会（はつかいちしぎかい、英語: Hatsukaichi City Council）は、広島県廿日市市に設置されている地方議会（合議制）である。2025年3月6日告示、定数1減。2025年3月23日投開票され、新市議27人（現職21人、元職1人、新人5人）が決まった。

## 概要
- 定数：27人（2025年3月現在）
- 任期：第11期 4年（2025年4月1日 - 2029年3月31日[4]）

議会解散が実施されれば任期満了前であっても議員任期は終了する。
- 選挙区：市全体を1選挙区とする大選挙区制（単記非移譲式）
- 議長：新田茂美[5]（無所属）（2023年4月13日 - ）※再選
- 副議長：大崎勇一[5]（公明党）（2025年4月8日 - ）[6]
- 廿日市市議会事務局：廿日市市役所本庁舎 議会棟2階[7]

## 運営

### 会期
廿日市市議会の定例会は、毎年6月、9月、12月及び3月に年4回召集され、必要に応じて臨時会が開催される。

### 議会改革
廿日市市議会は議会改革の一環で、本会議の様子をインターネット配信で行なっている。

## 会派
2025年4月9日更新
| 会派名           | 議席数 | 所属党派                   |
| ---------------- | ------ | -------------------------- |
| 新政クラブ       | 9      | 無所属                     |
| クラブみらい     | 5      | 無所属                     |
| 公明党           | 3      | 公明党                     |
| 成蹊21           | 3      | 無所属                     |
| 無会派の会       | 3      | 無所属、参政党、幸福実現党 |
| 日本共産党市議団 | 1      | 日本共産党                 |
| 住民クラブ       | 1      | 無所属                     |
| 心風くらぶ       | 1      | 無所属                     |
| 計               | 27     |                            |

## 委員会
2025年4月9日更新
常任委員会
| 委員会名           | 定数 |
| ------------------ | ---- |
| 総務常任委員会     | 9    |
| 文教厚生常任委員会 | 9    |
| 産業建設常任委員会 | 9    |

議会運営委員会
| 委員会名       | 定数 | 所轄事項               |
| -------------- | ---- | ---------------------- |
| 議会運営委員会 | 10   | - 議会運営に関する事項 |

特別委員会
| 委員会名           | 定数 |
| ------------------ | ---- |
| 広報広聴特別委員会 | 10   |
| 予算特別委員会     | 26   |

その他
その他の会議体
| 会議体名 | 定数 | 所轄事項 | 委員長 | 副委員長 |
| -------- | ---- | -------- | ------ | -------- |
| -        | -    | -        | -      | -        |
| -        | -    | -        | -      | -        |

一部事務組合議会等
| 合議会名               | 定数 | 一部事務組合議会等議員 （廿日市市議会選出議員） |
| ---------------------- | ---- | ----------------------------------------------- |
| 宮島ボートレース企業団 | 4    | -                                               |
| -                      | -    | -                                               |

## 議員報酬と諸手当
| 役職   | 報酬            | 期末手当         | 政務活動費     | 合計支給額       |
| ------ | --------------- | ---------------- | -------------- | ---------------- |
| 議長   | 月額 52万0000円 | 年間 234万0000円 | 月額 0万0000円 | 年間 858万0000円 |
| 副議長 | 月額 48万0000円 | 年間 216万0000円 | 月額 0万0000円 | 年間 792万0000円 |
| 議員   | 月額 44万0000円 | 年間 198万0000円 | 月額 0万0000円 | 年間 726万0000円 |

- （廿日市市）「特別職の職員等の給与、旅費及び費用弁償に関する条例」により規定。[15][16]
- 「廿日市市議会議員の政務活動費は、会派毎（一人会派も対象だが、議員個人への直接支給はない）に、1か月当たり3万円の支給。[17]

## 議会だより
- はつかいち市議会広報「さくら」（発行：廿日市市議会 編集：広報広聴特別委員会）[18]
年4回（5月、8月、11月、2月）1日発行[18]。

## 議員定数
- 2003年3月1日付けで合併した佐伯町・吉和村との単純合計議員数74人
- 2003年 60人
- 2004年 54人
- 2005年 32人（2005年11月3日付けで大野町・宮島町と合併）
- 2009年 30人
- 2017年より28人
- 2025年より27人

市制化後、9回の廿日市市議会議員一般選挙、3回以上の補欠選挙が行われている。

## 歴代議長
- 有田一彦
- 登 宏太郎
- 角田俊司
- 有田一彦
- 藤田俊雄
- 仁井田和之
- 佐々木雄三
- 新田茂美

## 選挙

### 一般選挙
新設合併後
| 任期   | 選挙執行日                 | 当日有権者数 | 最終投票率 | 定数 | 立候補者数 | 執行理由               | 任期                        |
| ------ | -------------------------- | ------------ | ---------- | ---- | ---------- | ---------------------- | --------------------------- |
| 第01期 | 1989年（平成元年）3月--日  | --,---人     | --.--%     | --人 | --人       | 任期満了               | 1989年4月1日～1993年3月31日 |
| 第02期 | 1993年（平成5年）3月28日   | 47,205人     | 68.37%     | 20人 | 23人       | 任期満了               | 1993年4月1日～1997年3月31日 |
| 第03期 | 1997年（平成9年）3月30日   | 52,406人     | 60.76%     | 20人 | 24人       | 任期満了               | 1997年4月1日～2001年3月31日 |
| 第04期 | 2001年（平成13年）3月25日  | 55,750人     | 55.46%     | 20人 | 23人       | 任期満了               | 2001年4月1日～2005年3月31日 |
| 第05期 | 2005年（平成17年）3月27日  | 68,900人     | 57.18%     | 23人 | 27人       | 任期満了（第一選挙区） | 2005年4月1日～2009年3月31日 |
|        |                            | 0 724人      | 88.12%     | 1人  | 2人        | 任期満了（第二選挙区） | 2005年4月1日～2009年3月31日 |
| 第06期 | 2005年（平成17年）11月27日 | 21,902人     | 54.37%     | 1人  | 12人       | 増員選挙（大野選挙区） | 調査中                      |
|        |                            | 01,771人     | 87.63%     | 1人  | 3人        | 増員選挙（宮島選挙区） | 調査中                      |
| 第07期 | 2009年（平成21年）3月29日  | 94,195人     | 58.52%     | 30人 | 37人       | 任期満了               | 2009年4月1日～2013年3月31日 |
| 第08期 | 2013年（平成25年）3月24日  | 94,789人     | 53.50%     | 30人 | 34人       | 任期満了               | 2013年4月1日～2017年3月31日 |
| 第09期 | 2017年（平成29年）3月26日  | 96,709人     | 49.91%     | 28人 | 35人       | 任期満了               | 2017年4月1日～2021年3月31日 |
| 第10期 | 2021年（令和3年）3月28日   | 96,372人     | 46.71%     | 28人 | 34人       | 任期満了               | 2021年4月1日～2025年3月31日 |
| 第11期 | 2025年（令和7年）3月23日   | 94,863人     | 45.59%     | 27人 | 36人       | 任期満了               | 2025年4月1日～2029年3月31日 |

### 補欠選挙
| 選挙執行日                 | 当日有権者数 | 最終投票率 | 定数 | 立候補者数 | 執行理由           | 任期          |
| -------------------------- | ------------ | ---------- | ---- | ---------- | ------------------ | ------------- |
| 1999年（平成11年）10月24日 | 54,530人     | 42.32%     | 1人  | 2人        | 欠員               | 調査中        |
| 2007年（平成19年）10月21日 | 69,685人     | 42.42%     | 1人  | 3人        | 欠員（第一選挙区） | 調査中        |
|                            | 22,163人     | 46.60%     | 1人  | 4人        | 欠員（大野選挙区） | 調査中        |
| 2011年（平成23年）10月30日 | 95,045人     | 36.42%     | 2人  | 5人        | 欠員（辞職）       | 調査中        |
| 2015年（平成27年）10月18日 | 94,738人     | 48.66%     | 1人  | 3人        | 欠員（辞職）       | 調査中        |
| 2023年（令和5年）10月29日  | 95,675人     | 19.61%     | 1人  | 5人        | 欠員（辞職）       | 2025年3月31日 |

- 廿日市市HPより[21]